# Francisco de Paula de Portugal e Castro

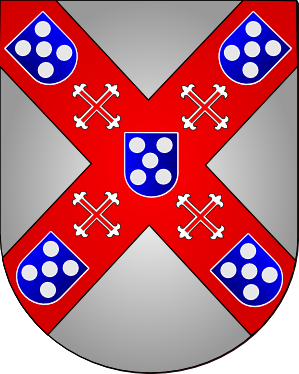
Armas de D. Afonso, 1.º marquês de Valença (Portugal).

D. Francisco de Portugal ou Francisco Luís I de Portugal (1480 - Évora, 8 de Dezembro de 1549, legitimado em 1505) foi o primeiro conde de Vimioso.
Em 1520, El-Rei D. Manuel I ao pretender estipular uma divisão mais clara das funções de cada um dos Vedores da Fazenda refere-se a ele, ao Barão de Alvito e a D. Pedro de Castro, que se manterão em funções com D. João III.
Ao largar o seu serviço na corte foi viver para Belém e depois para Évora, onde faleceu.
Jaz na capela-mor da Igreja de Nossa Senhora da Graça da mesma cidade
Seu neto Henrique de Portugal imprimiu em 1603 um livro, acerca do avô, com o título «Sentenças de D. Francisco de Portugal, I. Conde de Vimioso».

## Arzila
Veio com muitos fidalgos a defensa de Arzila que tinha sido cercada pelos mouros em 1508. Aí ficou um ano, até 1510, " antre todos (os de Arzila) o que mais resplandecia em nobreza e gasto de casa", fazendo algumas "almogavérias", com outros fidalgos, como D. Álvaro de Abranches. Disso é testemunha Bernardo Rodrigues, nos seus Anais de Arzila, capítulos X & XI. Numa surtida ao campo onde prendeu alguns mouros,  foi ferido : Afonso da Silva,  escudeiro do seu pai (Bispo de Évora), "foi pasado de uma lança de arremeso (...) não lhe valendo couraças, nem as laminas d'aço de que eram fortificadas, que a mortal lança não lançase o ferro da outra parte. Fazendo Dom francisco alguma detença, em tanto que a alma saia do trabalhado corpo, foi Dom francisco atordoado de uma grande pedrada que, dando-lhe no capacete, lh'o levou da cabeça, e caindo-lhe aos pés lhe pisou os dedos, de maneira que não se podia afirmar no pé ; e arrimado a Dom Alvaro d'Abranches, que mais mancebo e rijo que todos era, e deixando o corpo de Afonso da Silva despojado somente de capacete e adarga" recolheu-se. Aí perdeu "quatro ou cinco homens, sem causa, entrando dous fidalgos que polo acompanhar e servir, fórão com ele.
" Pouco tempo mais tarde também esteve na  tomada duma fusta : "Neste tempo soube o conde de Borba [Capitão de Arzila] que em Larache entrara uma fusta, que viera de Tetuão ou de Beles; e com fruta nova alvoroçou a todos os senhores e fidalgos, e pedirão ao conde que lhe armasse com duas caravelas que no arrecife estávão (...) E chegando ao cabo [D'Espartel] vírão a fusta (...). E saíndo o conde ao Facho com toda a gente e conhecendo que o navios vínhão esbombardeando a fusta, mandou tomar as Atalaias Altas, com entenção de mandar gente por terra, que sendo caso que os das fustas se lançassem em terra não se salvassem (...). E pedindo-lhe Dom francisco portugal licença pera ir diante com cincoenta de cavalo, o conde lh'a deu (...). A fusta desaparelhada foi dar em terra, e os que se ajuntárnao foram dar no corrego de Benamourel, donde chegando Dom francisco Portugal e o Bizconde os andávão tirando (...), com morte dalguns poucos, e outros que se perderão no mar : escapárnao poucos dessa boa sorte. Rocolhêrão pasante de corenta mouros (...). E tiranda a fusta de terra a pusera por popa das caravelas (...) Foi esta uma das maiores sortes e ditas que em noso tempo aconteceu (...) Deito-o eu áquele tempo não serem os mouros tão praticos na arte do mar, como agora são, ainda que nesta fusta se tom1arão dous ou tres turcos, que cuido ser dos primeiros que ao reino de Fez vierão e os primeiros que eu em Arzila vi."

## Dados genealógicos
Filho de D. Afonso de Portugal, Bispo de Évora (1440-1522) e de Filipa de Macedo, era neto de D. Afonso II de Portugal, Conde de Ourém e Marquês de Valença, primogénito de D. Afonso I de Bragança e de Beatriz Pereira de Alvim, portanto trineto de D. João I de Portugal e descendente direto e representante genealógico do condestável Nuno Álvares Pereira.
Casou-se a c. 1506, a primeira vez, com Brites de Vilhena (morta em 1515), filha de Rui Teles de Meneses, 5º senhor de Unhão, e de D. Guiomar de Noronha, filha de D. Pedro de Noronha, senhor do Cadaval, comendador-mor da Ordem de Santiago e mordomo-mor de D. João II, e de D. Catarina de Távora, filha herdeira de Martim Távora, reposteiro-mor e meirinho-mor (21 de Abril de 1445) de D. Afonso V.
Tiveramː
- D. Guiomar de Vilhena (1508-1585 sepultada em Vidigueira), esposa de D. Francisco da Gama, 2º Conde da Vidigueira

Casou-se em 1516 com D. Joana de Vilhena (1486 - 24 de Julho de 1559), prima da primeira, filha de D. Álvaro de Bragança, Senhor de Cadaval e Peral, e D. Filipa de Melo, senhora do Olivença e Ferreira das Aves, filha herdeira de D. Rodrigo Afonso de Melo, Conde de Olivença.
Tiveramː
- D. Afonso de Portugal, 2.º conde de Vimioso (1519 - Marrocos, 1579), senhor das vilas de Aguiar, Vimioso e Vimieiro, alcaide-mor desta última vila, comendador e alcaide-mor de Tomar, de Pias e de outras localidades e, pelo seu casamento, capitão do donatário da capitania do Machico, na ilha da Madeira
- D. João de Portugal (Évora, 1520 - 1592), Bispo da Guarda (1556-1585)
- D. Manuel de Portugal, comendador de Vimioso (1516 - Lisboa, 1606), casado com D. Maria de Meneses e depois com Margarida de Mendonça Corte-Real, Senhora do Morgado de Vale de Palma